# Koropez

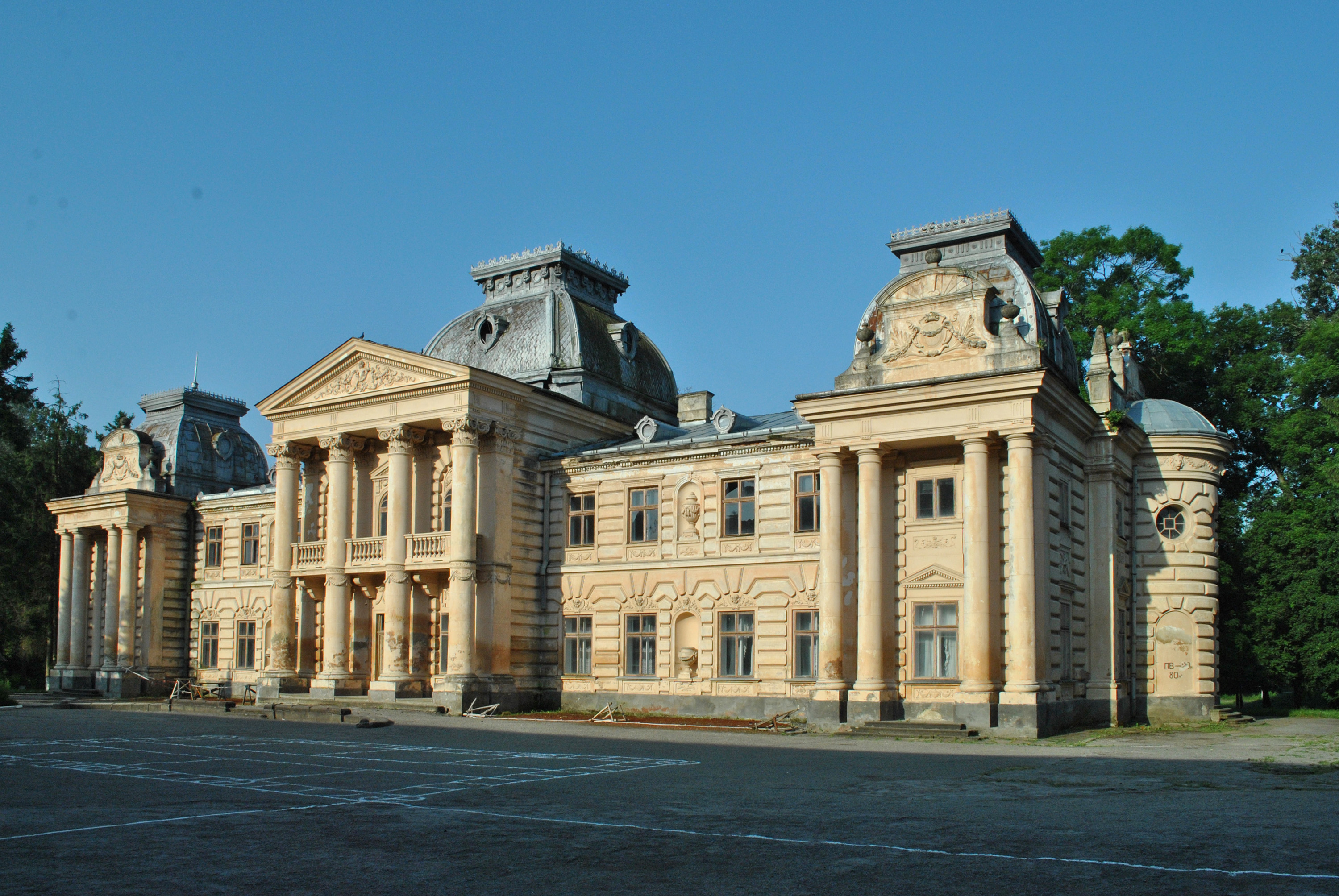
Landschloss Badeni im Ort

Koropez (ukrainisch Коропець [koropez']; russisch Коропец [karopjez], polnisch Koropiec [koropjez]) ist eine Siedlung städtischen Typs in der Westukraine etwa 75 Kilometer südwestlich der Oblasthauptstadt Ternopil am gleichnamigen Fluss Koropez nahe dessen Mündung in den Dnister gelegen.

## Geschichte
Der Ort wird 1421 zum ersten Mal schriftlich erwähnt, im Jahr 1453 erhielt er das Magdeburger Stadtrecht verliehen und gehörte dann bis 1772 in der Woiwodschaft Ruthenien , zur Adelsrepublik Polen-Litauen. Mit den Teilungen Polens fiel der Ort an das österreichische Galizien (Kronland Königreich Galizien und Lodomerien), hier gehörte der Ort zunächst zur Bezirkshauptmannschaft Tłumacz und schließlich zur Bezirkshauptmannschaft Buczacz.
Nach dem Ende des Ersten Weltkrieges kam der Ort zu Polen (in die Woiwodschaft Tarnopol), wurde im Zweiten Weltkrieg kurzzeitig von der Sowjetunion und dann bis 1944 von Deutschland besetzt. Während der sowjetischen Besetzung Ostpolens wurde Koropez im Juni 1940 als Nachfolger von Ustja-Selene zur Rajonshauptstadt des Rajons Koropez, diese bestand dann bis 1962, als sie dem Rajon Monastyryska zugeschlagen wurde.
Nach dem Ende des Krieges wurde der Ort der Sowjetunion zugeschlagen, dort kam die Stadt zur Ukrainischen SSR und ist seit 1991 ein Teil der heutigen Ukraine. 1984 erhielt sie schließlich den Status einer Siedlung städtischen Typs, das Dorf Perewosez (Перевозець, polnisch Przewoziec) wurde nach dem Krieg eingemeindet.
Im Ort gibt es mehrere Kirchen und ein Landhaus der Familie Badeni.

## Verwaltungsgliederung
Am 29. Juli 2015 wurde die Siedlung zum Zentrum der neugegründeten Siedlungsgemeinde Koropez (Коропецька селищна громада Koropezka selyschtschna hromada). Zu dieser zählten auch noch die 5 in der untenstehenden Tabelle aufgelisteten Dörfer, bis dahin bildete sie mit den Dörfern Switle und Styhla die gleichnamige Siedlungsratsgemeinde Koropez (Коропецька селищна рада/Koropezka selyschtschna rada) im Süden des Rajons Monastyryska.
Am 12. Juni 2020 kamen noch die 2 Dörfer Horyhljady und Wistrja zum Gemeindegebiet.
Seit dem 17. Juli 2020 ist sie ein Teil des Rajons Tschortkiw.
Folgende Orte sind neben dem Hauptort Koropez Teil der Gemeinde:
| Name                     | Name       | Name                   | Name                  | Name |
| ukrainisch transkribiert | ukrainisch | russisch               | polnisch              |      |
| ------------------------ | ---------- | ---------------------- | --------------------- | ---- |
| Dibrowa                  | Діброва    | Диброва                | -                     |      |
| Horyhljady               | Горигляди  | Горигляды (Gorigljady) | Horyhlady             |      |
| Sadowe                   | Садове     | Садовое (Sadowoje)     | Nowosiółka Koropiecka |      |
| Styhla                   | Стигла     | Стыгла (Stygla)        | Stojła                |      |
| Switle                   | Світле     | Светлое (Swetloje)     | Wadowa                |      |
| Werbka                   | Вербка     | Вербка                 | Werbka                |      |
| Wistrja                  | Вістря     | Вистря                 | Ostra                 |      |

## Söhne und Töchter der Stadt
- Bohdan Hawrylyshyn (1926–2016), ukrainisch-kanadischer Wirtschaftswissenschaftler
- Marko Kahanez (1881–1908), ukrainischer Politiker